# Johann Jakob Leitzmann
 Johann Jakob Leitzmann  (* 24. September 1798 in Erfurt; † 23. Oktober 1877 in Tunzenhausen) war ein deutscher evangelischer Pfarrer, Numismatiker und Bibliograph sowie Herausgeber der ersten wissenschaftlichen Zeitung zum Thema Numismatik in Deutschland.

## Leben

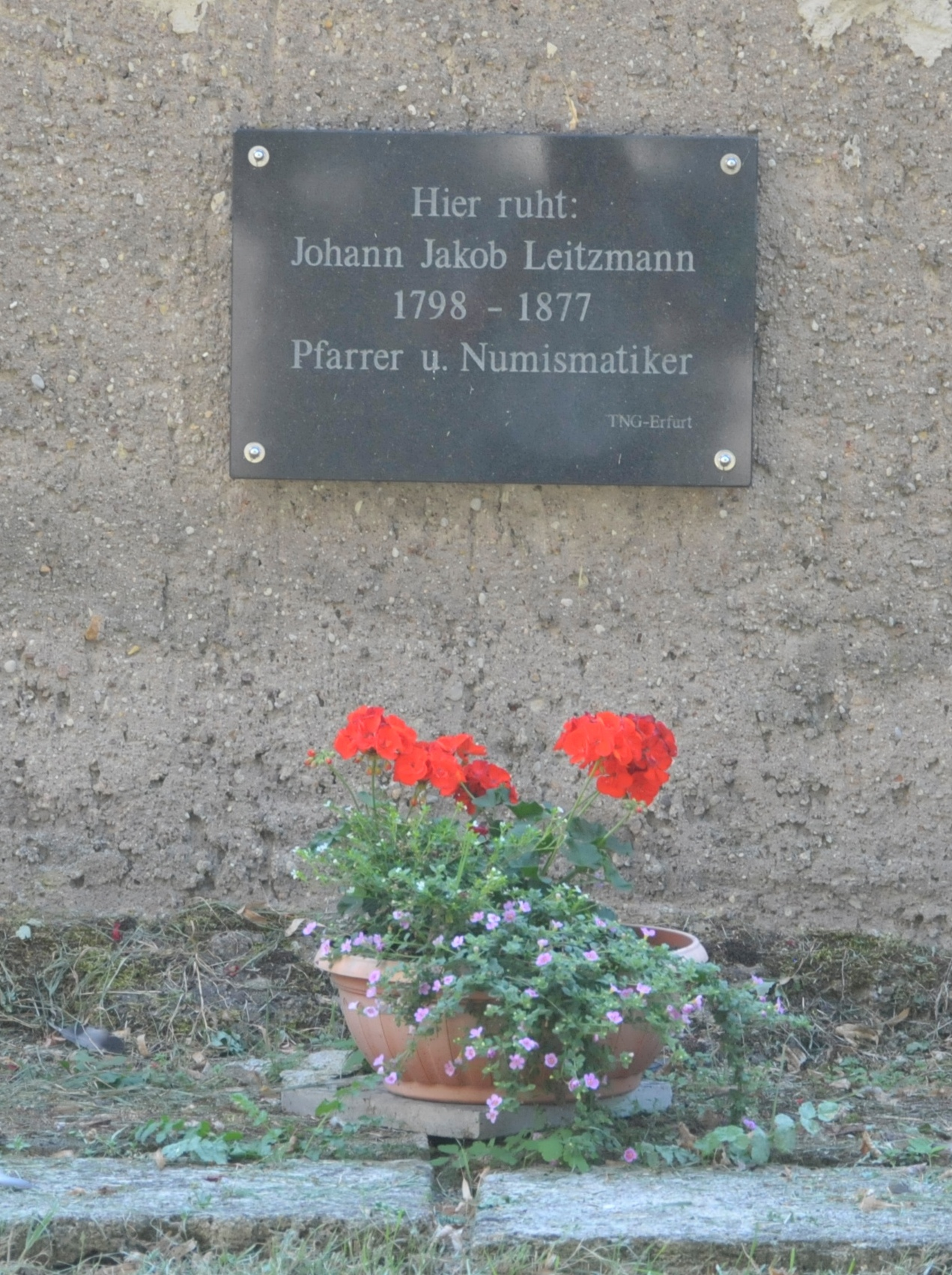
Grabstätte bei der Kirche in Tunzenhausen

Leitzmann studierte in Halle Evangelische Theologie und war ab 1831 evangelischer Pfarrer in Tunzenhausen, wo er 1875 sein fünfzigjähriges Ordinationsjubiläum beging. Während seiner gesamten Amtszeit trat er auch als Numismatiker hervor und publizierte bereits ab 1827 auf diesem Gebiet.
Die von ihm begründete „Numismatische Zeitung“ erschien von 1834 bis 1873 in Weißensee. Leitzmann war außerdem Verfasser einer Reihe wichtiger Werke zur Münzkunde, die zum Teil bis heute Gültigkeit besitzen. Seine umfangreiche Münzsammlung wurde 1880 in Leipzig versteigert.
1841 erschien seine Fortsetzung der von Johann Gottfried Lipsius 1801 als Bibliotheca numaria herausgegebene Bibliographie numismatischer Werke. 1867 erschien eine zweite, stark vermehrte Auflage, die weltweit bis in die 1980er-Jahre zur numismatischen Standardliteratur zählte, bis sie nach rund 140 Jahren von Philip Griersons Bibliographie numismatique (1979) und der Numismatic Bibliography von Elvira E. Clain-Stefanelli (1984) abgelöst wurde.

## Schriften (Auswahl)
- Verzeichniss einer ansehnlichen Sammlung goldener, silberner, kupferner und anderer Münzen alter, mittlerer und neuerer Zeit, aus dem Nachlasse des verstorbenen G(ottfried). Ch(ristoph). Beireis, diese Sammlung soll an den Meistbietenden verkauft, und am 2. April 1828 der Zuschlag ertheilt werden. Erfurt, In Commission der Keyserschen Buchhandlung, 1827.
- Abriß einer Geschichte der gesamten Münzkunde oder Nachrichten von dem Münzwesen und den Münzen aller Völker, Fürsten und Städte der älteren, mittleren und neueren Zeit. Erfurt 1828. Reprint Bielefeld, Numismat. Verl. Winkel, 1974
- Verzeichniß sämmtlicher seit 1800 bis jetzo erschienenen numismatischen Werke als Fortsetzung der Bibliotheca numaria von J. G. Lipsius. Weissensee, 1841 (zahlreiche Nachdrucke).
- Das Münzwesen und die Münzen Erfurts. Weißensee (Thüringen), Großmann 1862
- Wegweiser auf dem Gebiet der deutschen Münzkunde. Weißensee (Thüringen), Großmann 1865 - 1869 (4 Bände). Reprint Leipzig, Zentralantiquariat, 1985.
- Bibliotheca numeria. Weißensee, Großmann, 1867. 2. stark verm. Aufl. d. Ausg. 1841.

## Ehrungen
- Roter Adlerorden 4. Klasse (1871)